# Бумтанг
Бумтанг (на дзонгкха: བུམ་ཐང་བུམ་ཐང་) е един от 20-те окръга на Бутан. Населението му е 17 820 жители (по преброяване от май 2017 г.), а площта 2667 кв. км. Намира се в часова зона UTC+6. Природните дадености благоприятстват за развитието на селското стопанство и животновъдството.